# حاجی خان‌محمدوف
حاجی خان‌محمدوف (ترکی آذربایجانی: Hacı Xanməmmədov; ۱۵ ژوئن ۱۹۱۸ – ۷ آوریل ۲۰۰۵) آهنگساز آذربایجانی در عهد اتحاد جماهیر شوروی سوسیالیستی سابق بود. وی بیشتر به سرودن کنسرتوها به تار و کمانچه، دو ساز زهی، شناخته شده‌است.

## اوایل زندگی
حاجی خان‌محمدوف در ۱۵ ژوئن سال ۱۹۱۸ در شهر دربند زاده شد. در سن ۱۰ سالگی آموزش نواختن تار را آغاز نمود. در سال ۱۹۳۲، زمانی که پدر و عمویش در جریان پاکسازی بزرگ دستگیر و با اتهام داشتن زمین، مادام العمر به سیبری تبعید شدند، دستخوش تغییر عمده ای گشت. پس از فارغ‌التحصیلی حاجی خان‌محمدوف از مدرسه راهنمایی، مادرش که برای نگهداری از شش کودک دست و پنجه نرم می‌کرد او را روانه باکو کرد تا با عزیر حاجی‌بیگف، آهنگ‌ساز شناخته شده آذربایجانی حامی هنرمندان، آشنا شود. عزیر حاجی‌بیگف یک محل اقامت برای حاجی خان‌محمدوف فراهم آورد و پس از حصول اطمینان از استعداد موسیقی او، خان‌محمدوف را یاری رسانید تا در مدرسه موسیقی آصف زینالی نام‌نویسی کند. آنجا حاجی خان‌محمدوف به یک هنرمند باقریحه تبدیل شد.

## فعالیت
حاجی خان‌محمدوف اولین آهنگ خود را که «حوری زیبا» نام داشت در سال ۱۹۴۲ ساخت. در سال ۱۹۴۶، با آنکه راه تبریز را که آنگاه حزو حکومت خودمختار آذربایجان مورد حمایت شوروی بود، در پیش گرفت تا یک ارکستر در این شهر تأسیس کند، ولی در پی عقب‌نشینی شوروی از تبریز به باکو برگشت. در سال ۱۹۴۷ در رشته موسیقی فولکلور و آهنگسازی آکادمی موسیقی باکو پذیرفته شد و به ترتیب از عزیر حاجی‌بیگف و قارا قارایف آموزش دید. در سال ۱۹۵۲ بود که از این آکادمی دانش‌آموخته شد. این قارا قارایف بود که وی را متقاعد کرد تا دو کنسرتو برای تار و ارکستر سمفونیک به عنوان قطعه فارغ‌التحصیلی بسراید.
حاجی خان‌محمدوف همچنین در طول عمر خود دو قطعه کمدی موزیکال نوشت. یکی از آن‌ها موسوم به «یک دقیقه» است که در سال ۱۹۶۱ و دربارهٔ کارگران صنعت نفت ساخته شده و متن آن را «محرم علی‌زاده» سرود. دومی نیز «همه شوهرها خوبند» نامیده می‌شود که در سال ۱۹۷۱ ساخته شده و متن آن متعلق به «آلکساندر خالدایف» است. وی همچنین مؤلف درحدود ۱۵۰ موسیقی آوازی می‌باشد، که بسیاری از آن‌ها را به‌ویژه برای اجرای صدای ناله‌آمیز شوکت علی‌اکبروا ساخت.
علاوه بر آهنگ‌سازی، حاجی خان‌محمدوف در کارهای اداری نیز مشغول به کار شده و بین سال‌های ۱۹۴۴ تا ۱۹۴۸ ریاست تئاتر دولتی کمدی موزیکال آذربایجان را به عهده گرفت. در میان سالهای ۱۹۵۲ الی ۱۹۵۴ و ۱۹۶۶ تا ۱۹۶۸، به ترتیب کارگردانی هنری و مسئولیت گروه دولتی موسیقی و رقص آذربایجان و تالار دولتی فیلارمونیک آکادمیک آذربایجان را بر عهده داشت.

## تقدیر
دولت‌های وقت در پاس خدمات حاجی خان‌محمدوف به موسیقی آذربایجانی، با اعطای جوایز زیر از وی تقدیر کرد:
- خادم هنر افتخاری آذربایجان (۱۹۶۷)
- هنرمند مردمی آذربایجان (۱۹۸۸)
- استاد آکادمی موسیقی باکو (۱۹۹۳)
- نشان شرف (۱۹۹۸)
- مستمری ماهانه رئیس‌جمهوری آذربایجان (از سال ۲۰۰۱ به بعد)